# Herb Maciejowic
Herb Maciejowic – symbol miasta i gminy Maciejowice.

## Wygląd i symbolika
Herb przedstawia na tarczy w polu czerwonym złotą koronę, pod nią złoty krzyż łaciński, a w dolnej części tarczy złoto-czarny róg myśliwski. Elementy te nawiązują do herbu Maciejowic z 1507 oraz postaci pierwszego wójta, Jana Lenka Rokickiego.